# Zelki (gromada)
Zelki – dawna gromada, czyli najmniejsza jednostka podziału terytorialnego Polskiej Rzeczypospolitej Ludowej w latach 1954–1972.
Gromady, z gromadzkimi radami narodowymi (GRN) jako organami władzy najniższego stopnia na wsi, funkcjonowały od reformy reorganizującej administrację wiejską przeprowadzonej jesienią 1954 do momentu ich zniesienia z dniem 1 stycznia 1973, tym samym wypierając organizację gminną w latach 1954–1972.
Gromadę Zelki z siedzibą GRN w Zelkach utworzono – jako jedną z 8759 gromad na obszarze Polski – w powiecie giżyckim w woj. olsztyńskim na mocy uchwały nr 13 WRN w Olsztynie z dnia 4 października 1954. W skład jednostki weszły obszary dotychczasowych gromad Hejbuty i Zelki oraz miejscowości Biała Giżycka, Franciszkowo, Owieczki i Pańska Wola z dotychczasowej gromady Pańska Wola ze zniesionej gminy Talki w powiecie giżyckim w woj. olsztyńskim, a także obszary dotychczasowych gromad Stare Krzywe, Nowe Krzywe i Płowce ze zniesionej gminy Stare Juchy w powiecie ełckim w woj. białostockim. Dla gromady ustalono 15 członków gromadzkiej rady narodowej.
31 grudnia 1967 z gromady Zelki  wyłączono część obszaru PGL nadleśnictwo Giżycko (142 ha), włączając ją do gromady Talki w tymże powiecie.
Gromada przetrwała do końca 1972 roku, czyli do kolejnej reformy gminnej. Z dniem 1 stycznia 1973 miejscowości Nowe Krzywe, Stare Krzywe i Płowce powróciły do powiatu ełckiego w woj. białostockim.